# Du lịch

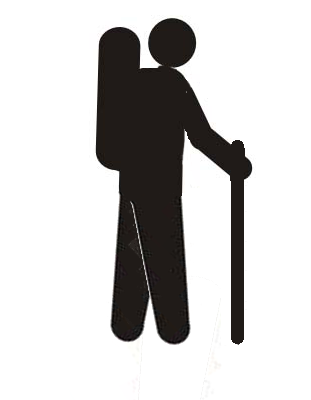
Biểu trưng du hành

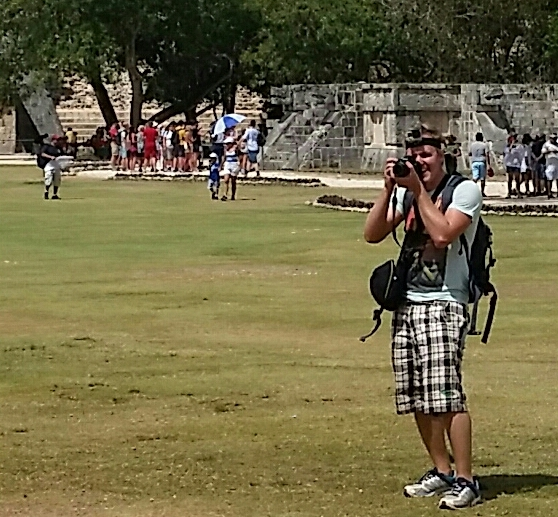
Một du khách chụp ảnh và quay video tại một di chỉ khảo cổ

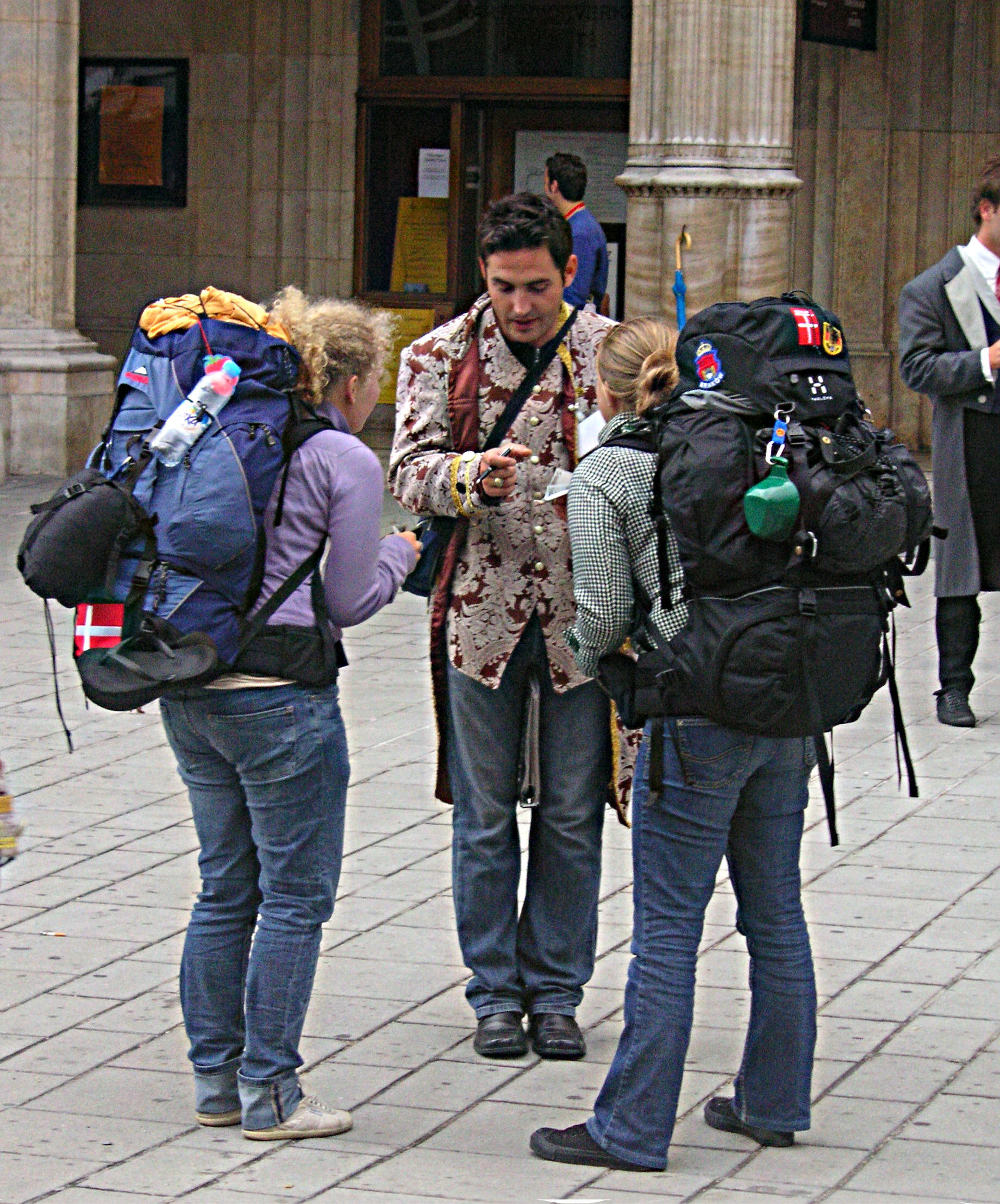
Du khách ba lô ở Vienna

Du lịch là việc đi lại nhằm mục đích vui thú hoặc kinh doanh; cũng là lý thuyết và thực hành về tổ chức các chương trình đi du lịch, ngành kinh doanh nhằm thu hút, cung cấp và giải trí cho khách du lịch, và việc kinh doanh của các tổ chức điều hành các tour du lịch. Tổ chức Du lịch Thế giới định nghĩa du lịch nói chung, theo nghĩa "vượt ra ngoài nhận thức chung về du lịch là chỉ giới hạn trong hoạt động nghỉ lễ", vì mọi người "đi du lịch và ở trong những nơi ngoài môi trường thông thường của họ không quá một năm liên tiếp để giải trí và không ít hơn 24 giờ, với mục đích kinh doanh và các mục đích khác". Du lịch có thể là du lịch nội địa (trong quốc gia của khách du lịch) hoặc du lịch quốc tế có cả ý nghĩa đến và đi, có ý nghĩa quan trọng đối với cán cân thanh toán của một quốc gia (tác động của du lịch).
Số lượng du lịch giảm do suy thoái kinh tế mạnh mẽ (suy thoái kinh tế cuối thập niên 2000) giữa nửa cuối năm 2008 và cuối năm 2009, và do hậu quả của sự bùng phát của virut cúm H1N1 2009, nhưng từ từ hồi phục. Trên toàn cầu, các khoản thu du lịch quốc tế (mục du lịch trong cán cân thanh toán) đã tăng lên 1,03 đô la Mỹ nghìn tỷ đô la Mỹ (740 € tỷ euro) vào năm 2005, tương ứng với mức tăng 3,8% thực tế từ năm 2010  Lượng khách du lịch quốc tế đã vượt qua cột mốc của 1 tỷ khách du lịch trên toàn cầu lần đầu tiên vào năm 2012, Các nền kinh tế đang nổi lên như Trung Quốc, Nga và Brazil đã tăng đáng kể chi tiêu của họ trong thập kỷ trước. ITB Berlin là hội chợ thương mại du lịch hàng đầu thế giới. Việc du lịch toàn cầu gây ra khoảng 8% lượng khí thải nhà kính toàn cầu.

## Tên gọi
Từ tiếng Anh tourist được sử dụng vào năm 1772 và tourism vào năm 1811. Những từ này bắt nguồn từ từ tour, xuất phát từ tiếng Anh cổ turian, từ tiếng Pháp cổ torner, từ Tiếng Latinh tornare - "xoay trên máy tiện", xuất phát từ tiếng Hy Lạp cổ tornos (τόρνος) - "máy tiện".

## Định nghĩa
Vào năm 1936, Hội Quốc Liên xác định "khách du lịch nước ngoài" là "người đi du lịch nước ngoài ít nhất 24 giờ". Kế nhiệm của nó, Liên Hợp Quốc, đã sửa đổi định nghĩa này vào năm 1945, bao gồm một khoảng thời gian tối đa là sáu tháng. Vào năm 1941, Hunziker và Kraft định nghĩa du lịch là "tổng số hiện tượng và quan hệ phát sinh từ việc đi lại và lưu trú của người không phải là cư dân, miễn là không dẫn đến thường trú vĩnh viễn và không liên quan đến bất kỳ hoạt động kiếm thu nào." Năm 1976, định nghĩa của Hội Du lịch của Anh là: "Du lịch là sự di chuyển tạm thời, ngắn hạn của con người đến địa điểm ngoài nơi họ thường sống và làm việc, và các hoạt động của họ trong suốt thời gian lưu trú tại mỗi điểm đến. Nó bao gồm việc di chuyển cho mọi mục đích." Vào năm 1981, Hiệp hội Quốc tế các chuyên gia Khoa học Du lịch định nghĩa du lịch dựa trên các hoạt động cụ thể được chọn và thực hiện bên ngoài nhà.
Vào năm 1994, Liên Hợp Quốc xác định ba hình thức du lịch trong "Các Khuyến nghị về Thống kê Du lịch" của nó:
- Du lịch nội địa, bao gồm cư dân của một quốc gia du lịch chỉ du lịch trong nước này.
- Du lịch đến, bao gồm người không phải là cư dân du lịch trong nước đó.
- Du lịch đi, bao gồm cư dân du lịch tại một quốc gia khác.

Các nhóm khác được tạo ra từ việc phân nhóm trên:
- Du lịch quốc gia, sự kết hợp của du lịch nội địa và du lịch đi
- Du lịch khu vực, sự kết hợp của du lịch nội địa và du lịch đến
- Du lịch quốc tế, sự kết hợp của du lịch đến và du lịch đi

Các thuật ngữ "du lịch" và "đi lại" đôi khi được sử dụng thay thế cho nhau. Trong ngữ cảnh này, đi lại có cùng định nghĩa với du lịch nhưng ngụ ý một hành trình mang tính chủ đích hơn. Các thuật ngữ "du lịch" và "khách du lịch" đôi khi được sử dụng một cách khinh thường, ngụ ý sự quan tâm hời hợt đến văn hóa hoặc địa điểm được thăm. Trái lại, từ "người đi du lịch" thường được sử dụng như một dấu hiệu của sự phân biệt. Xã hội học du lịch đã nghiên cứu các giá trị văn hóa cốt lõi đằng sau những sự phân biệt này và tác động của chúng đối với mối quan hệ giai cấp.

### Sản phẩm du lịch
Theo Tổ chức Du lịch Thế giới thì sản phẩm du lịch là:
"sự kết hợp của các yếu tố hữu hình và vô hình, như tài nguyên tự nhiên, văn hóa và nhân tạo, các điểm đến, cơ sở vật chất, dịch vụ và hoạt động xung quanh một trung tâm quan tâm cụ thể, đại diện cho lõi của sự pha trộn tiếp thị điểm đến và tạo nên trải nghiệm toàn diện cho khách hàng tiềm năng bao gồm các khía cạnh cảm xúc. Sản phẩm du lịch được định giá và bán thông qua các kênh phân phối và nó có một vòng đời".
Sản phẩm du lịch bao gồm một loạt dịch vụ đa dạng bao gồm:
- Dịch vụ chỗ ở từ những nơi trọ giá rẻ đến khách sạn năm sao
- Dịch vụ tiếp đãi bao gồm các trung tâm phục vụ thức ăn và đồ uống
- Dịch vụ chăm sóc sức khỏe như mát-xa
- Tất cả các hình thức vận chuyển, đặt vé và thuê
- Các công ty du lịch, các chuyến tham quan có hướng dẫn và các hướng dẫn viên du lịch
- Dịch vụ văn hóa như công trình tôn giáo, bảo tàng và di tích lịch sử
- Mua sắm

### Du lịch quốc tế

Số lượng khách du lịch quốc tế hàng năm theo vùng

Du lịch quốc tế là du lịch vượt qua biên giới quốc gia. Quá trình Toàn cầu hóa đã biến du lịch trở thành một hoạt động giải trí toàn cầu phổ biến. Tổ chức Du lịch Thế giới xác định du khách là những người "đi du lịch và lưu trú ở những nơi nằm ngoài môi trường thông thường của họ trong không quá một năm liên tục cho mục đích du lịch, kinh doanh và các mục đích khác". Tổ chức Y tế Thế giới ước tính rằng có đến 500.000 người đang bay trong cùng một thời điểm. Năm 2010, du lịch quốc tế đạt mức 919 tỷ USD, tăng 6,5% so với năm 2009, tương ứng với mức tăng về giá trị thực 4,7%. Năm 2010, có hơn 940 triệu lượt khách du lịch quốc tế trên toàn thế giới. Đến năm 2016, con số này đã tăng lên 1.235 triệu lượt, tạo ra 1.220 tỷ USD chi tiêu tại điểm đến. Đại dịch COVID-19 đã gây tác động tiêu cực đáng kể đến du lịch quốc tế, đặc biệt là làm chậm sự tăng trưởng tổng thể. Du lịch quốc tế có tác động đáng kể đến môi trường, gia tăng một phần do các vấn đề gây ra bởi việc đi lại bằng máy bay nhưng cũng do các vấn đề khác, bao gồm khách du lịch giàu có mang đến lối sống gây áp lực cho cơ sở hạ tầng, hệ thống nước và rác thải địa phương, và nhiều vấn đề khác.

## Các sự kiện trong lịch sử ngành du lịch
- Thế kỉ 8 TCN – Các cuộc hành hương của người Hy Lạp về đỉnh Olympus
- Thế kỉ thứ 7 và thế kỉ thứ 8 – Sự phát triển của du lịch tôn giáo
- Thế kỉ 13 – Thời kì của các cuộc du hành tới các trường ĐH của Ý
- Năm 1271 – Cuộc viễn du của Marco Polo đến Đế quốc Mông Cổ theo Con đường tơ lụa
- Năm 1336 – Cuộc thám hiểm của Francesco Petrarka vào rặng núi Alps Provence
- Năm 1492 – Cuộc thám hiểm của Columbus với việc phát hiện ra châu Mỹ
- Năm 1550 – Cuốn sách đầu tiên hướng dẫn du lịch tại Ý: "Giới thiệu về Ý"
- Thế kỉ 18 – Những cuộc du hành đầu tiên trong mùa đông
- Năm 1825 – Xây dựng tuyến đường sắt đầu tiên trên thế giới
- Năm 1841 – Khai trương công ty du hành đầu tiên mang tên "Thomas Cook", và chuyến du hành đầu tiên bằng tàu hỏa
- Năm 1882 – Mở những hội hiệp chủ khách sạn đầu tiên tại Thụy Sĩ
- Năm 1904 – Mở lộ trượt tuyết đầu tiên
- Năm 1924 – Thực hiện Olympic mùa đông lần đầu tiên; xây xa lộ đầu tiên tại Ý
- Năm 1934 – Thành lập Hội các tổ chức du lịch chính thể (UIOOPT)

## Các dạng du lịch
Theo Tổ chức Du lịch Thế giới, có các dạng du lịch:
- Du lịch làm ăn.
- Du lịch giải trí, năng động và đặc biệt.
- Du lịch lữ hành
- Du lịch nội quốc, quá biên, du lịch quá giang, du lịch quốc tế
- Du lịch tham quan trong thành phố (khu trung tâm, phố cổ).
- Du lịch mạo hiểm, khám phá, trải nghiệm (cuộc phiêu lưu).
- Du lịch hội thảo, triển lãm, du lịch thời trang.
- Du lịch giảm stress, Du lịch ba-lô, tự túc khám phá.
- Du lịch bụi.
- Du lịch biển đảo.
- Du lịch văn hóa.
- Du lịch tâm linh, hành hương
- Du lịch sinh thái, Du lịch sinh thái cộng đồng
- Du lịch y tế (Du lịch chữa bệnh)
- Du lịch ẩm thực
- Du lịch người cao tuổi.
- Du lịch online.

## Các khu vực phát triển du lịch

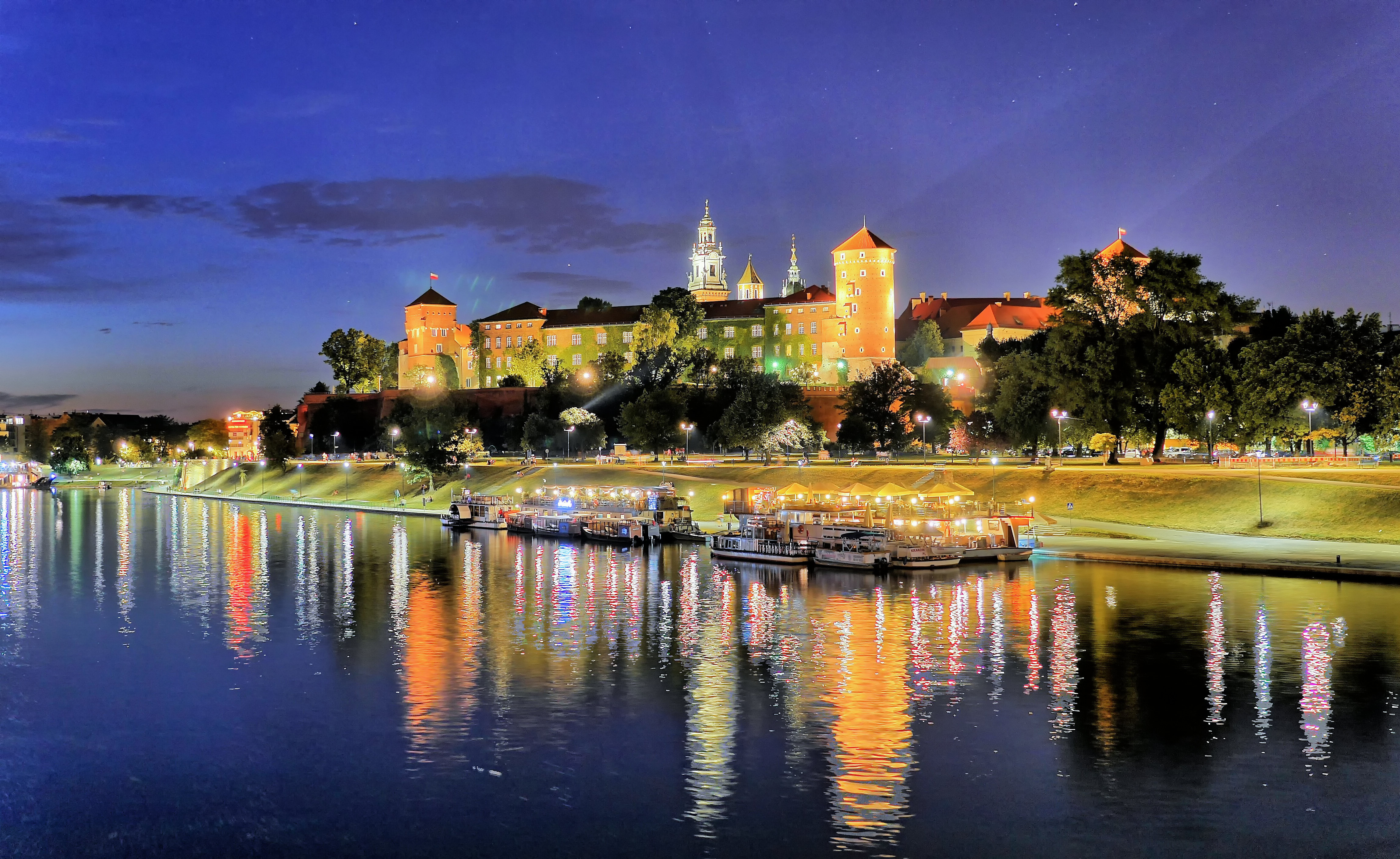
Kraków, thủ đô cũ của Ba Lan

### Hoa Kỳ
Du lịch phát triển mạnh về nhiều mặt đặc biệt là tắm biển. Ví dụ: Bờ biển Florida, quần đảo Hawaii, bờ biển California. Du lịch trượt tuyết, leo núi và thác nước như Colorado, ven dãy núi Coocdie... Du lịch trên thuyền lớn cũng khá phát triển. Khách du lịch về đây từ khắp nơi trên thế giới khá đông.

### Du lịch châu Âu
Châu Âu là nơi có nhiều kì quan thế giới và những cảnh đẹp như Tháp Eiffel ở Paris, Đồng hồ Big Ben ở London, Đấu trường Colosseum ở Roma, tháp nghiêng Pisa ở Italia, Kraków ở Ba Lan... tạo điều kiện cho du lịch tham quan cảnh vật trở nên phát triển. Dãy núi Anpo là góp phần cho du lịch trượt tuyết, leo núi, trượt tuyết của một số vùng phát triển với phong cảnh núi non hùng vĩ.

## Tầm quan trọng của ngành du lịch

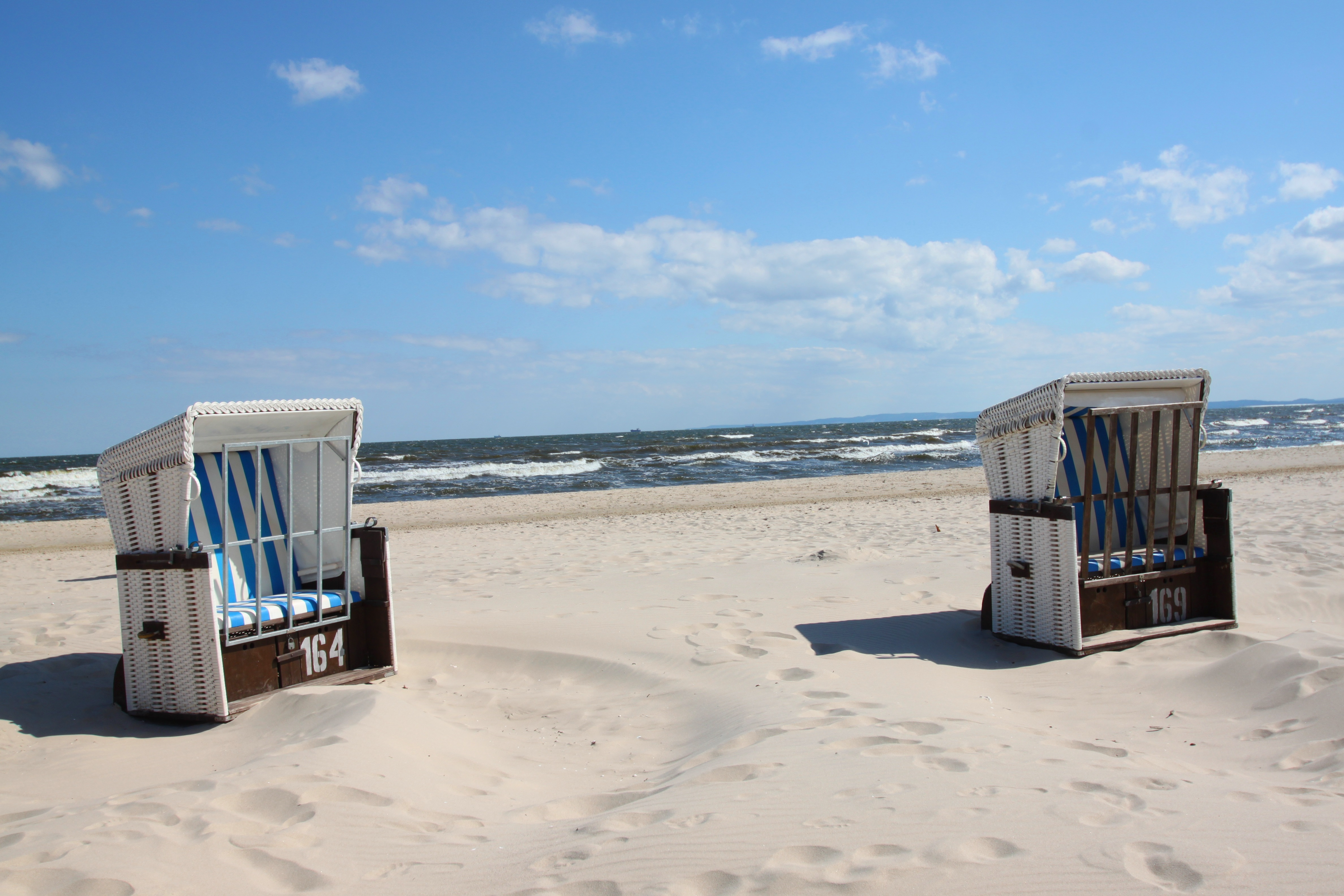
Ghế bãi biển trên đảo Usedom, Đức. Không chỉ làm tăng phát triển trong lĩnh vực dịch vụ, ngành sản xuất địa phương (như những nhà sản xuất ghế bãi biển), các nhà bán lẻ, ngành bất động sản và hình ảnh tổng thể của một địa điểm cũng có thể hưởng lợi từ du lịch.

Ngành du lịch, là một phần của lĩnh vực dịch vụ, đã trở thành một nguồn thu quan trọng cho nhiều vùng và thậm chí là cho cả các quốc gia. "Tuyên ngôn Manila về Du lịch Thế giới năm 1980" đã công nhận tầm quan trọng của nó như "một hoạt động cần thiết đối với sự sống của các quốc gia vì tác động trực tiếp của nó đến các lĩnh vực xã hội, văn hóa, giáo dục và kinh tế của các xã hội quốc gia, cũng như đến quan hệ quốc tế của họ."
Du lịch mang vào một nền kinh tế địa phương số lượng lớn thu nhập dưới dạng thanh toán cho các hàng hóa và dịch vụ cần thiết cho du khách, chiếm tính đến  năm  2011 30% tổng giá trị thương mại dịch vụ trên thế giới, và, như một xuất khẩu vô hình, chiếm 6% tổng giá trị xuất khẩu hàng hóa và dịch vụ. Nó cũng tạo ra cơ hội việc làm trong lĩnh vực dịch vụ liên quan đến du lịch. Cũng được cho rằng du lịch mở mang tầm mắt.
Các ngành công nghiệp dịch vụ như giao thông vận tải (như hãng hàng không, tàu du lịch, các phương tiện công cộng, tàu hỏa và xe taxi); nơi lưu trú (bao gồm khách sạn, nhà trọ, chỗ nghỉ tại nhà, khu nghỉ dưỡng và việc cho thuê phòng); và địa điểm giải trí (như công viên giải trí, nhà hàng, sòng bạc, lễ hội, trung tâm mua sắm, nhạc viện và rạp hát, vietnam tours). Điều này cộng thêm các hàng hóa được mua bởi du khách, bao gồm đồ lưu niệm.
Mặt khác, du lịch có thể làm suy yếu những người mà địa phương đón tiếp và gây mất mát quan hệ giữa chủ nhà và khách. Du lịch thường cũng gây áp lực bổ sung lên môi trường địa phương.
Căn cơ kinh tế của du lịch về cơ bản là tài sản văn hóa, tài sản văn hóa và thiên nhiên của địa điểm du lịch. Di sản Thế giới đáng kể đáng được nhắc đến hiện nay vì chúng là điểm thu hút du lịch thực sự. Nhưng ngay cả hình thức chính trị hiện tại hoặc trước đây của một quốc gia cũng có thể quyết định cho du lịch. Ví dụ, sự hấp dẫn của gia đình hoàng gia Anh thu hút hàng triệu du khách đến Vương quốc Anh hàng năm và do đó góp phần cho nền kinh tế khoảng 550 triệu bảng Anh mỗi năm. Gia đình Habsburg cũng có thể được nhắc đến ở Trung Âu. Theo ước tính, thương hiệu Habsburg nên tạo ra doanh thu du lịch 60 triệu euro mỗi năm cho Viên một mình. Nguyên tắc du lịch "Habsburg bán hàng" được áp dụng.

## Du lịch, di sản văn hóa và UNESCO

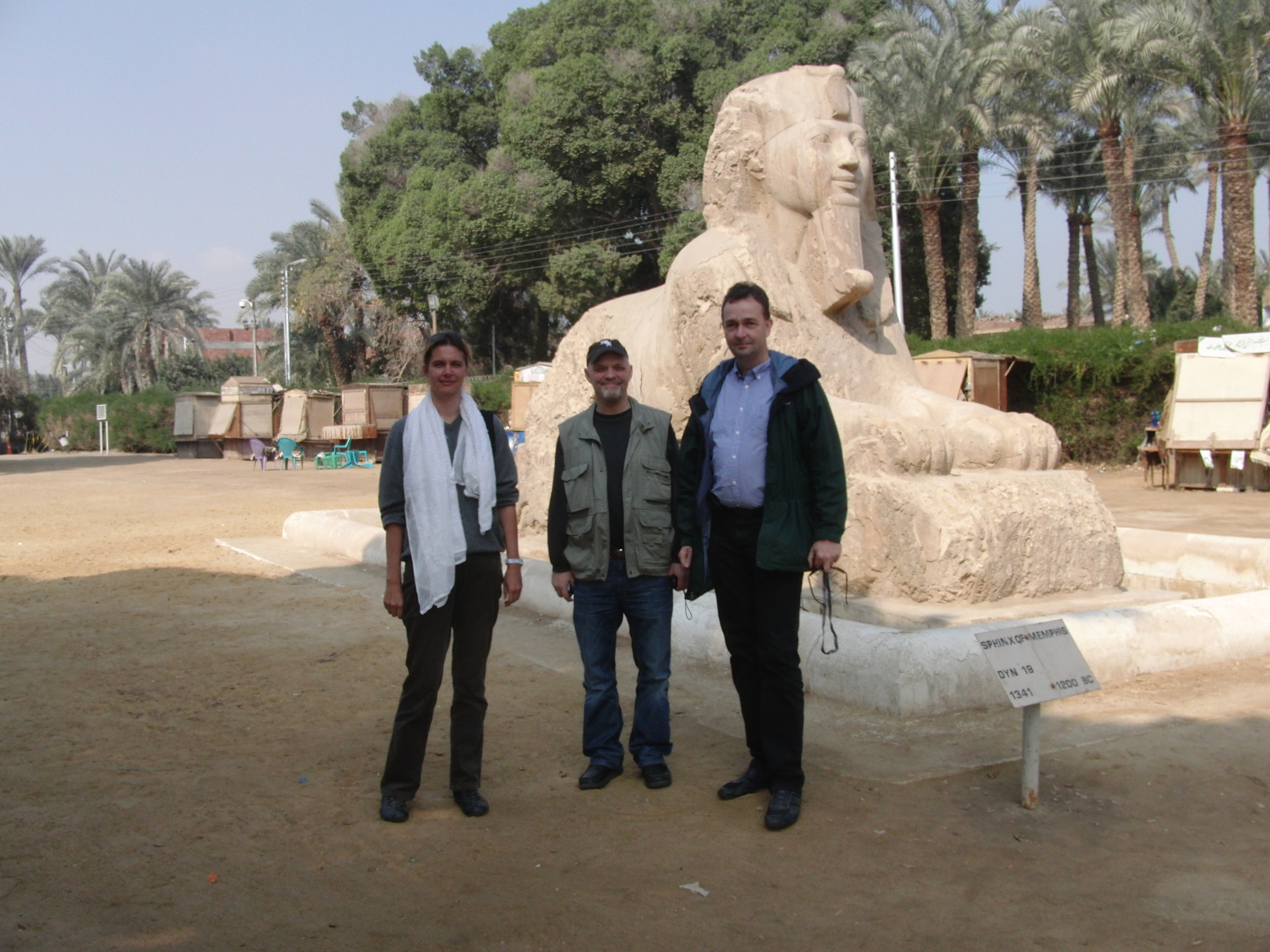
Nhiệm vụ điều tra sự thật của Blue Shield tại Ai Cập

Di sản văn hóa và tự nhiên trong nhiều trường hợp là cơ sở tuyệt đối cho du lịch toàn cầu. Du lịch văn hóa là một trong những xu hướng lớn được thể hiện qua số lượng lưu trú và doanh số khổng lồ. Như UNESCO ngày càng nhận thấy, di sản văn hóa cần thiết cho du lịch, nhưng cũng bị đe dọa bởi nó. "Hiến chương Du lịch Văn hóa Quốc tế của ICOMOS" từ năm 1999 đã đề cập đến tất cả những vấn đề này. Kết quả của mối nguy hiểm du lịch, ví dụ, hang động Lascaux đã được xây dựng lại cho du khách. Overtourism là một từ khóa quan trọng trong lĩnh vực này. Hơn nữa, mục tiêu của UNESCO trong các khu vực chiến tranh là đảm bảo bảo vệ di sản văn hóa để duy trì nền kinh tế quan trọng trong tương lai cho dân địa phương. Và có sự hợp tác mạnh mẽ giữa UNESCO, Liên Hợp Quốc, Lực lượng gìn giữ hòa bình của Liên Hợp Quốc và Blue Shield International. Có nhiều suy nghĩ, nghiên cứu và chương trình quốc tế và quốc gia để bảo vệ tài sản văn hóa khỏi ảnh hưởng của du lịch và những ảnh hưởng từ chiến tranh. Đặc biệt, còn liên quan đến việc đào tạo cho nhân viên dân sự và quân sự. Nhưng sự tham gia của người dân địa phương là vô cùng quan trọng. Chủ tịch sáng lập của Blue Shield International Karl von Habsburg tóm tắt bằng lời nói: "Không có cộng đồng địa phương và không có người tham gia địa phương, điều đó sẽ hoàn toàn không thể".

## Các phát triển gần đây

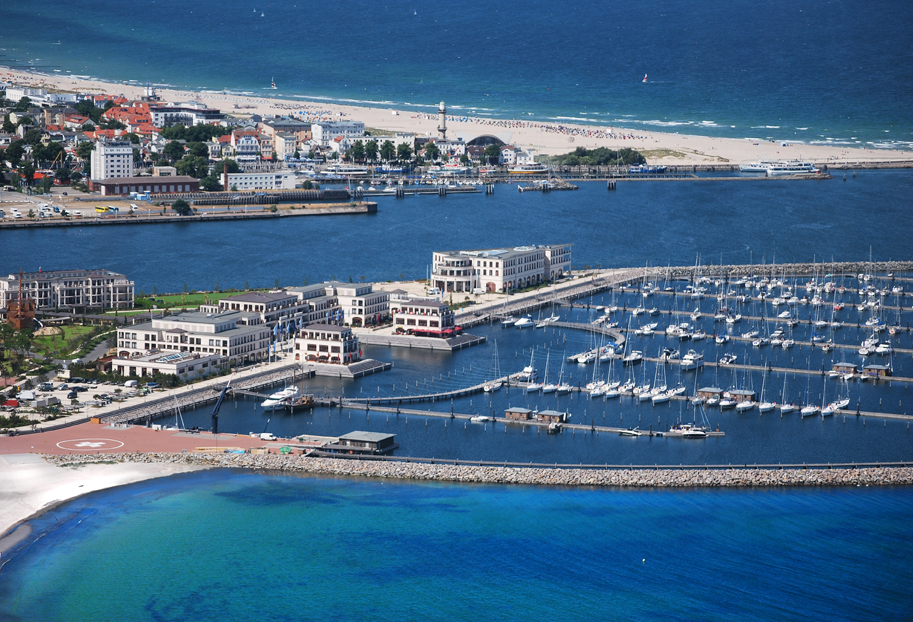
Một khách sạn điểm đến tại Đức: Yacht Harbour Residence ở Warnemünde, Mecklenburg

Trải qua vài thập kỷ gần đây, ngành du lịch đã có xu hướng tăng trưởng đáng kể, đặc biệt là tại châu Âu, nơi du khách thường đi du lịch quốc tế trong các chuyến nghỉ ngắn. Du khách có đa dạng về ngân sách và sở thích, và do đó đã xuất hiện nhiều loại khu nghỉ dưỡng và khách sạn để đáp ứng nhu cầu của họ. Ví dụ, một số người thích du lịch biển đơn giản, trong khi người khác muốn có những kỳ nghỉ đặc biệt hơn, tại các khu nghỉ yên tĩnh, kỳ nghỉ dành cho gia đình hoặc khách sạn điểm đến theo thị trường đặc thù.
Các phát triển trong cơ sở hạ tầng vận chuyển hàng không, như máy bay jumbo, hãng hàng không giá rẻ và sự tiếp cận dễ dàng đến các sân bay, đã làm cho nhiều loại hình du lịch trở nên phổ biến hơn. Một yếu tố quan trọng trong việc giảm giá vé máy bay là miễn thuế nhiên liệu hàng không. Tổ chức Y tế Thế giới (WHO) ước tính vào năm 2009 có khoảng nửa triệu người trên máy bay tại bất kỳ thời điểm nào. Cuộc sống cũng đã có những thay đổi, ví dụ như một số người nghỉ hưu du lịch quanh năm. Sự phát triển của việc bán dịch vụ du lịch trực tuyến đã hỗ trợ điều này. Một số trang web đã bắt đầu cung cấp gói du lịch tự tạo (dynamic packaging), trong đó giá cả được công bố cho một gói dịch vụ tùy chỉnh theo yêu cầu của khách hàng.
Cũng có một số thất bại trong ngành du lịch, như các vụ tấn công ngày 11 tháng 9 và các mối đe dọa khủng bố đối với các điểm đến du lịch, như Bali và một số thành phố châu Âu. Ngoài ra, vào ngày 26 tháng 12 năm 2004, một trận sóng thần do động đất Ấn Độ Dương năm 2004 gây ra đã ập vào các quốc gia châu Á ven biển Ấn Độ Dương, bao gồm cả Maldives. Hàng ngàn người đã thiệt mạng, trong đó có nhiều du khách. Trong thời gian đó, việc dọn dẹp sau thảm họa đã làm tạm ngừng hoặc làm giảm mạnh hoạt động du lịch trong khu vực này. Việc lưu trú qua đêm với giá rẻ hoặc thậm chí miễn phí đã trở nên phổ biến hơn trong những năm 2000, đặc biệt là với sự phát triển mạnh mẽ của thị trường nhà nghỉ và các dịch vụ như CouchSurfing và Airbnb. Ngoài ra, cũng đã có các ví dụ về các địa phương chi tiêu một phần lớn GDP để chuyển đổi nguồn thu chính từ du lịch, như đã xảy ra tại Dubai.